# 土居水也
土居 水也（どい すいや、生年不詳 - 承応3年（1654年））は、江戸時代前期の人物。戦国時代の伊予の国人・土居清良の一族で、その事績を記した『清良記』の執筆者として知られる。
伊予国三間の宮野下三嶋神社（現・宇和島市）の神主であったが、ハンセン病を患い神職を辞した。その後、承応3年（1654年）に没するまでに一族の助力を得て『清良記』を執筆した。『清良記』第7巻に含まれる「親民鑑月集」は日本最初の農書として評価されている。しかし、水也の書いた原本は失われ、現存するものは吉田藩の代官を勤めた一族の土居与兵衛が改編したものと考えられている（同書の成立に関する諸問題については清良記を参照）。
水也は、清良とともに愛媛県宇和島市の清良神社に祀られている。

## 参考図書
- 山口常助「「清良記」の作者および成立年代」『清良記』松浦郁郎校訂（佐川出版、1975年）
- 『清良記』（序）古写本（西予市図書館蔵）
- 伏見元嘉「『清良記』の傍証研究‐将棋からのアプローチ」『伊予史談』第321号（2001年）
- 伏見元嘉「『清良記』の改編者と成立過程」『伊予史談』第326号（2002年）